# Agglomerato industriale di Dittaino
L'agglomerato industriale di Dittaino è un'area di sviluppo industriale gestita dal Consorzio dell'Area di Sviluppo Industriale (ASI) di Enna che si estende lungo la valle del Dittaino, di fianco all'autostrada A19 e alla ferrovia Palermo-Catania.
Compreso nel territorio dei comuni di Enna e di Assoro, il polo industriale di Enna è composto di una vasta estensione di lotti, alcuni ospitanti attività industriali ed artigianali, altri commerciali. 
Qui è sorto nel 2010 il centro commerciale Sicilia Outlet Village, riproposizione di un antico borgo siciliano che ospita 120 negozi di marca, punti di ristorazione ed oltre 2.000 posti auto.

## Dati
L'agglomerato industriale di Dittaino (Enna) copre una superficie di 300 ettari a ridosso dell'autostrada e della ferrovia, entrambe aventi uno svincolo ed una stazione appositi. Di questi, 100 ettari sono occupati dalle imprese già insediatesi. Vi operano  42 aziende, cui se ne vanno aggiungendo altre.
Gli operai impiegati sono circa 1.000 a cui si aggiunge l'indotto

## Attività
Le attività dell'agglomerato industriale di Ditaino sono di tipo industriale e artigianale, sia tradizionali che attinenti alle "new technologies". Avviene la lavorazione degli ortaggi, la produzione di surgelati, l'imbottigliamento di bibite, la produzione di sementi di alta qualità. Nel campo dell'edilizia, la realizzazione di prefabbricati e manufatti in cemento, la produzione di argilla espansa.
È presente l'industria alimentare e quella informatica. Due centrali termoelettriche a biomasse e produzione di bioessiccato da rifiuti solidi urbani o assimilati, trattamento di rifiuti solidi urbani e conversione in energia elettrica, produzione e assemblaggio e futura installazione di pannelli fotovoltaici.

## Trasporti
Le aziende richiedenti sono direttamente allacciate alla stazione ferroviaria di Dittaino, sulla linea Palermo-Catania, che è dotata di attrezzature di scarico merci e di stoccaggio; lo svincolo autostradale consente alle ditte che vi hanno sede rapidi collegamenti con i porti di Termini Imerese e Catania, e gli aeroporti di Catania e Palermo, nonché con altre zone di utenza della Sicilia.

## Energie alternative
È in costruzione una centrale a biomasse di concezione innovativa mediante un investimento di 80 milioni di euro.
È prevista una centrale a energia solare.

## Il pan Dittaino (DOP)
Tra le attività artigianali aventi sede a Dittaino è la produzione di pane; la "pagnotta di Dittaino"  ha ottenuto il marchio d'importanza comunitaria DOP dall'Unione europea.

## Progetti in corso
L'agglomerato industriale di Dittaino è oggetto di ingenti investimenti previsti per oltre 400 milioni di euro, per finanziare progetti d'innovazione e la costruzione di un autoporto (finanziato dalla Regione Siciliana per 3,5 milioni di euro).